# هيرنان فرنانديز
هيرنان فرنانديز (بالإسبانية: Hernán Fernández)‏ (14 يونيو 1984 في الأرجنتين - ) هو لاعب كرة قدم أرجنتيني في مركز الدفاع. لعب مع ديفنسا خوستيكا ودينامو تيرانا وسارمينتو دي ريسيستينثيا ونادي أتليتيكو بيلغرانو وSan Jorge de Tucumán ‏ وJuventud Antoniana ‏ وRacing de Córdoba ‏.

## وصلات خارجية
- هيرنان فرنانديز على موقع قاعدة بيانات كرة القدم.إي يو (الإنجليزية)